# Salida (Colorado)
Salida ist eine Kleinstadt im US-Bundesstaat Colorado. Das U.S. Census Bureau hat bei der Volkszählung 2020 eine Einwohnerzahl von 5.666 ermittelt. Salida liegt im zentralen Teil des Staates in einem weiten Tal des Arkansas, das von der Sawatch-, der Sangre de Cristo- sowie der Mosquito Range umschlossen wird. 

## Geschichte
Salida wurde 1880 gegründet und war ursprünglich eine Eisenbahnerstadt, die im Netz der Denver and Rio Grande Western Railroad einen bedeutenden Knotenpunkt darstellte. Ende des Zweiten Weltkriegs zog sich die Bahn aus Salida zurück und die Einwohner konzentrierten sich auf die Viehzucht oder arbeiteten nördlich von Leadville im heute verwaisten Climax, wo die Climax Molybdenum Company dank des reichhaltigen Vorkommens ein Molybdän-Bergwerk unterhielt.
Heute ist in Salida der Tourismus bedeutendster Wirtschaftszweig. Die Angebote umfassen neben dem Wintersport auch zahlreiche Wassersportaktivitäten am Arkansas River.